# Heinz Witte
Heinz Witte-Lenoir (* 17. Februar 1880 in Lintel; † 17. Februar 1961 in Hude), Künstlername Lenoir („der Schwarze“), war ein zumeist in Frankreich lebender deutscher Maler.

## Leben

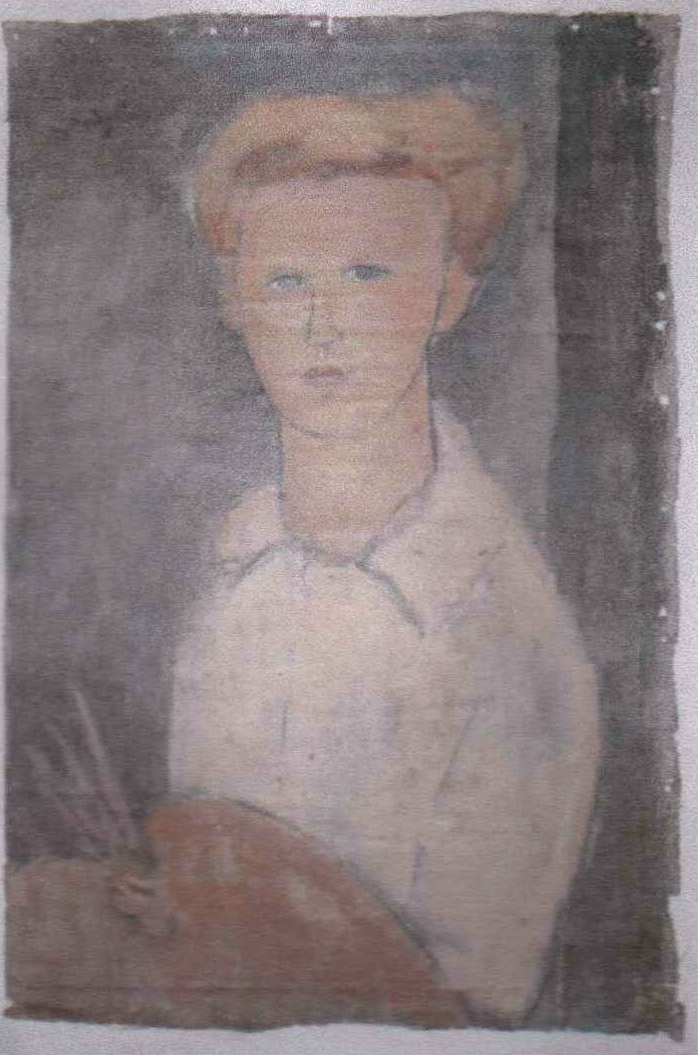
Amedeo Modigliani: Porträt von Heinz Witte-Lenoir, 1907 in Paris, sign. A. Modigliani

Heinz Witte-Lenoir war der Sohn eines Bauern und Schrankenwärters, dem Hermann Heinrich Witte (* 10. April 1834) und dessen Ehefrau Sophie Catharina, geborene Schütte (* 22. Februar 1835). Nach seinem Schulabschluss begann er 1895 eine Lehre bei der Großherzoglich Oldenburgischen Staatseisenbahnen in Löningen. Seit seiner Kindheit hatte er gezeichnet und gemalt. Durch eine zufällige Bekanntschaft mit dem Oldenburger Kunstprofessor Benno Schumacher bekam sein Leben eine abrupte Wendung. Er hängte als 18-Jähriger die Eisenbahner-Lehre an den Nagel und verbrachte mit Schumacher zunächst ein halbes Jahr in Italien. Bologna, Venedig und Rom waren die ersten Stationen.
Nach seiner Rückkehr arbeitete er für einige Monate in Oldenburg und erhielt Unterricht bei Gerhard Bakenhus. Als 19-Jähriger ging er dann ohne den üblichen Abschluss einer deutschen Akademie nach Paris. Ohne höhere Schulbildung, mit nur geringen Sprachkenntnissen und ohne sicheren finanziellen Hintergrund aus dem Elternhaus hatte er dort eine ungewisse Zukunft vor sich.
Witte mietete in der „n° 35 Rue Delmbre“, in der Nähe der Academie Colarossi, an der er Unterricht im Aktzeichnen nahm, ein Zimmer. Sein Nachbar dort war Eugen Pratje. Ab 1902 erlernte er bei Jean-Paul Laurens Portraitmalen und besuchte im gleichen Jahr die Académie des Beaux-Arts. Fasziniert von den angebotenen Möglichkeiten arbeitete er wie besessen. Witte skizzierte, zeichnete, malte im Atelier, in der Akademie und im Freien, kopierte in Museen.
Sein Fleiß und seine Begabung zeigten bald Früchte und Witte konnte seine Bilder in Paris ausstellen und verkaufen. 1905 erhielt er für sein Bild „Pariser Straßenkehrer“ bei einem Zeichenwettbewerb aus der Hand von Théophile-Alexandre Steinlen als Juror den ersten Preis. Der Gewinn von 1.000 Francs sowie seine weiteren Einnahmen durch Verkäufe erlaubten es ihm in der Folge, Studienreisen zu unternehmen. So war das Preisgeld Grundlage für seine erste Indienreise 1905. Weiterhin führten ihn seine Reisen nach London, in die Mittelmeerländer bis nach Afrika.
Die Anerkennung, die Witte durch seine Werke erhielt, öffnete ihm weiterhin den Zutritt in das Atelier des 73-jährigen Edgar Degas, dem er als Drucker von Monotypien assistieren durfte, die heute im Louvre ausgestellt sind.
Auf seine erste Indienreise folgten noch drei weitere, längere Aufenthalte dort in den Jahren von 1907 bis 1911. In Indien schloss er Freundschaft mit Rabindranath Tagore, der eine Lehrtätigkeit an der von Tagore 1901 gegründeten Visva-Bharati University in Shantiniketan folgte.
Befreundet war Witte mit Amedeo Modigliani und Heinrich Wilhelm Lehmbruck. Von 1911 bis 1914 lebte er dauernd in Paris. Seine Freunde gaben ihm dort den Namen „Le Noir, der Schwarze“, nachdem sie seine in Indien gemalten dunklen Bilder gesehen hatten. Aber auch Pariser Stadtbilder in der Manier des französischen Impressionismus finden sich in seinem Werk. Er begegnete in Paris bereits 1900 Paula Modersohn-Becker, die ihn in seinem Atelier besuchte und auch an der Académie Colarossi studierte. Später hatte er neben Amedeo Modigliani und Wilhelm Lehmbruck auch Kontakt zu Eugen Spiro, Elie Nadelmann, Josef Egry und Paul Signac.
Heinz Witte-Lenoir schreibt:

„…so kam es, dass ich außer meiner Tätigkeit in der Colarossi in den Museen oder in den Kunstausstellungen nach Bildern von den Meistern suchte, die diese Stadt darzustellen versucht hatten. Von diesen Malern gab es eine Menge, aber nur ganz wenige hielten Genügen stand. Von den „Alten“ waren es Boningten und Jacquemart, von den „Neueren“ Jongkind und Raffaelli. Bonington’s Großzügigkeit und Jacquemart’s Raffinessen, Jongkind’s schwere Unheimlichkeit, die meinem norddeutschen Moorempfinden entgegenkam und Raffaelli’s subtile Art, das Menschengewoge in den Frühling zu stellen, begeisterten mich immer wieder, ein Gleiches zu versuchen.“

In der Zeit des Ersten Weltkriegs und danach, also in den Jahren bis 1922 verlegte er seine Domizile nach Südfrankreich und an die Mittelmeerküste. Er unternahm im Jahre 1920 eine Reise nach Ägypten, um nach seiner Rückkehr an verschiedenen Orten, so Paris, am Mittelmeer und ab 1922 in Berlin zu leben. Ein Großteil seiner Werke wurde bei einem Bombenangriff auf Berlin während des Zweiten Weltkriegs vernichtet. Ab 1946 lebte er wieder in Hude und begann von neuem zu malen. In den 1950er-Jahren unternahm er erneut Reisen nach Paris und skizzierte an den Straßenecken. „Weltoffen, ein eloquenter Mann, der aus der Fülle seiner Erfahrungen sprechen konnte“ erinnerte sich der Herausgeber seines Werkverzeichnisses, Ulrich Wilke.
Der ehemalige Bundeswirtschaftsminister Kurt Schmücker schreibt über Heinz Witte-Lenoir: „…er war nicht nur der große Maler, der jedermann freundlich, hilfsbereit und mit gutem Rat begegnete. Er war auch ein begnadeter Erzähler mit dem Pinsel und auch mit seinen Worten“. Kontakte suchte Heinz Witte-Lenoir auch zu den Künstlerkollegen in der benachbarten Künstlerkolonie Dötlingen. August Kaufhold hatte in Dötlingen mit dem „Lopshof“ eine Begegnungsstätte für Künstler aufgebaut.
Seine Lebensgefährtin war seit den 1930er-Jahren Caroline („Tully“) Gladbach. Heinz Witte-Lenoir starb am gleichen Februartag, an dem er auch geboren wurde. Caroline Gladbach und er fanden ihre Ruhestätte in einem Grab an der St.-Elisabeth-Kirche.

## Werk

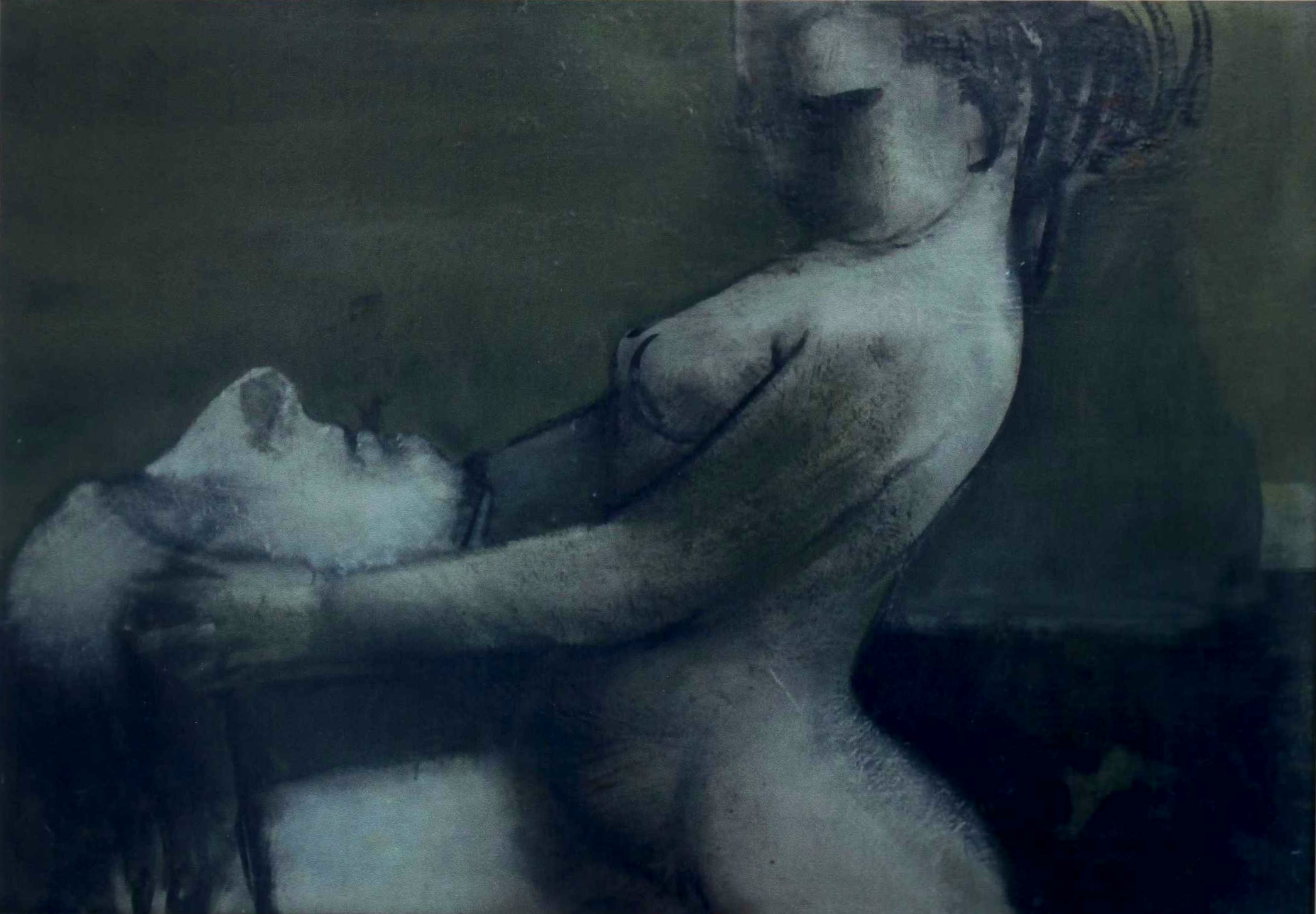
Heinz Witte-Lenoir-Salome

Bis zu seinem Tod blieb er seinem Stil (gegenständlich, an den Impressionismus angelehnt) treu. Aber seine Malerei war durchdrungen von Kontrasten, als wenn zwei Maler in einem vereint waren. Die hellen Bilder entstanden vor allem in Frankreich der früheren Jahre. Die dunkleren Bilder sind hauptsächlich durch seine Indienreisen geprägt. Durch viele verschiedene Einflüsse wie häufiger Wohnsitzwechsel, Reisen, Kriegsschäden usw. sind viele Arbeiten zurzeit noch unauffindbar oder sind endgültig verloren. In dem Werkverzeichnis sind noch etwa 750 Werke aus seiner Hand abgebildet. Seine Bilder waren, wie die Arbeiten vieler anderer Künstler seiner Zeit, den Nationalsozialisten nicht genehm. An Ausstellungsbeteiligungen war während der Zeit des Nationalsozialismus nicht zu denken. Nach der Zerstörung seiner Wohnung, des Ateliers und einer Vielzahl seiner Arbeiten in Berlin durch Kriegseinwirkungen kehrte er wieder in seine oldenburgische Heimat zurück.
In zahlreichen Ausstellungen, darunter in Paris, in der Kunsthalle Bremen in den 1920er-Jahren, nach dem Krieg im Oldenburger Kunstverein, in Aachen, Köln, Löningen und vielen anderen Orten, wurden seine Werke gezeigt.

### Frankreich

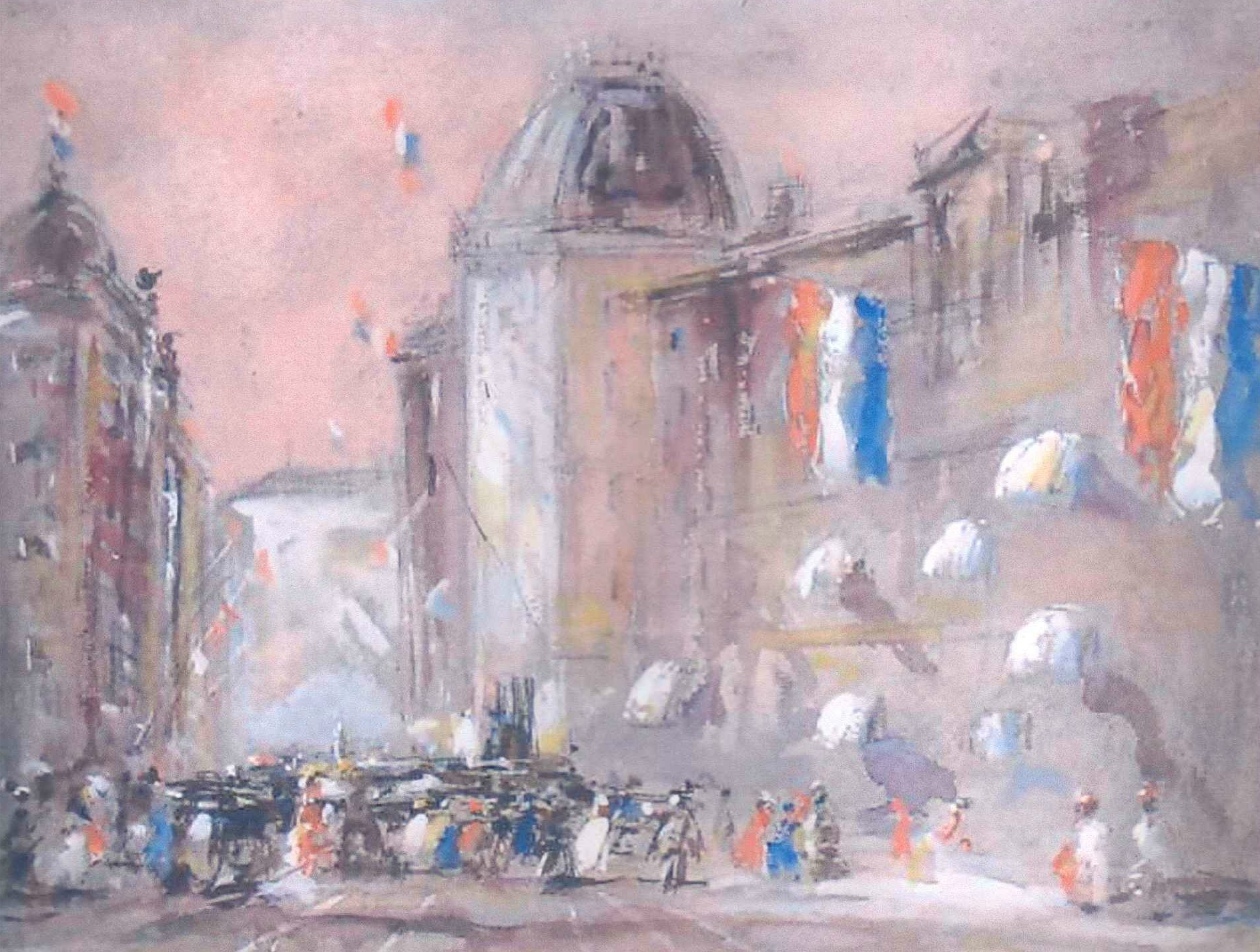
Französische Stadt im Fahnenmeer
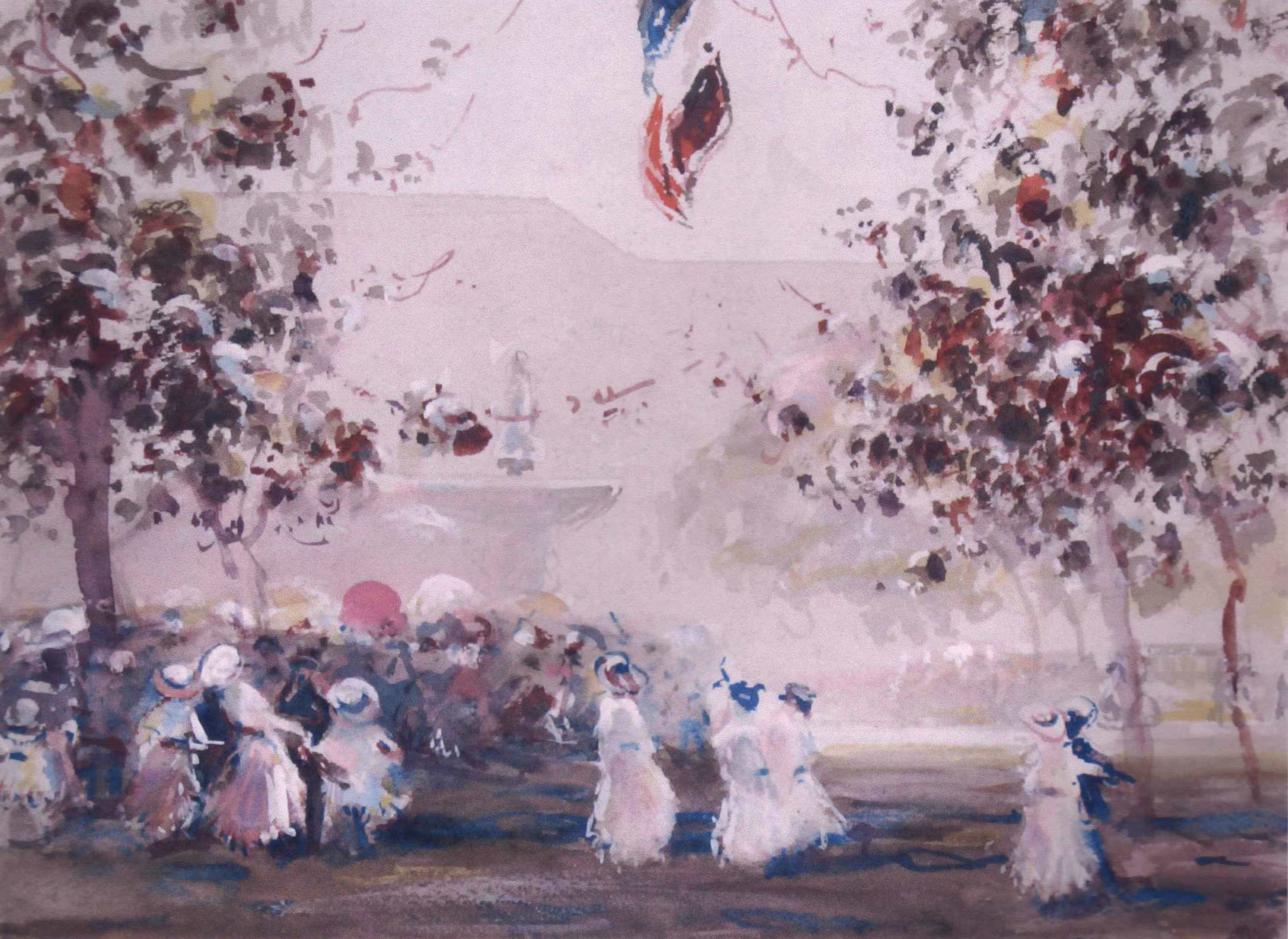
Damen im Park vor einem Brunnen
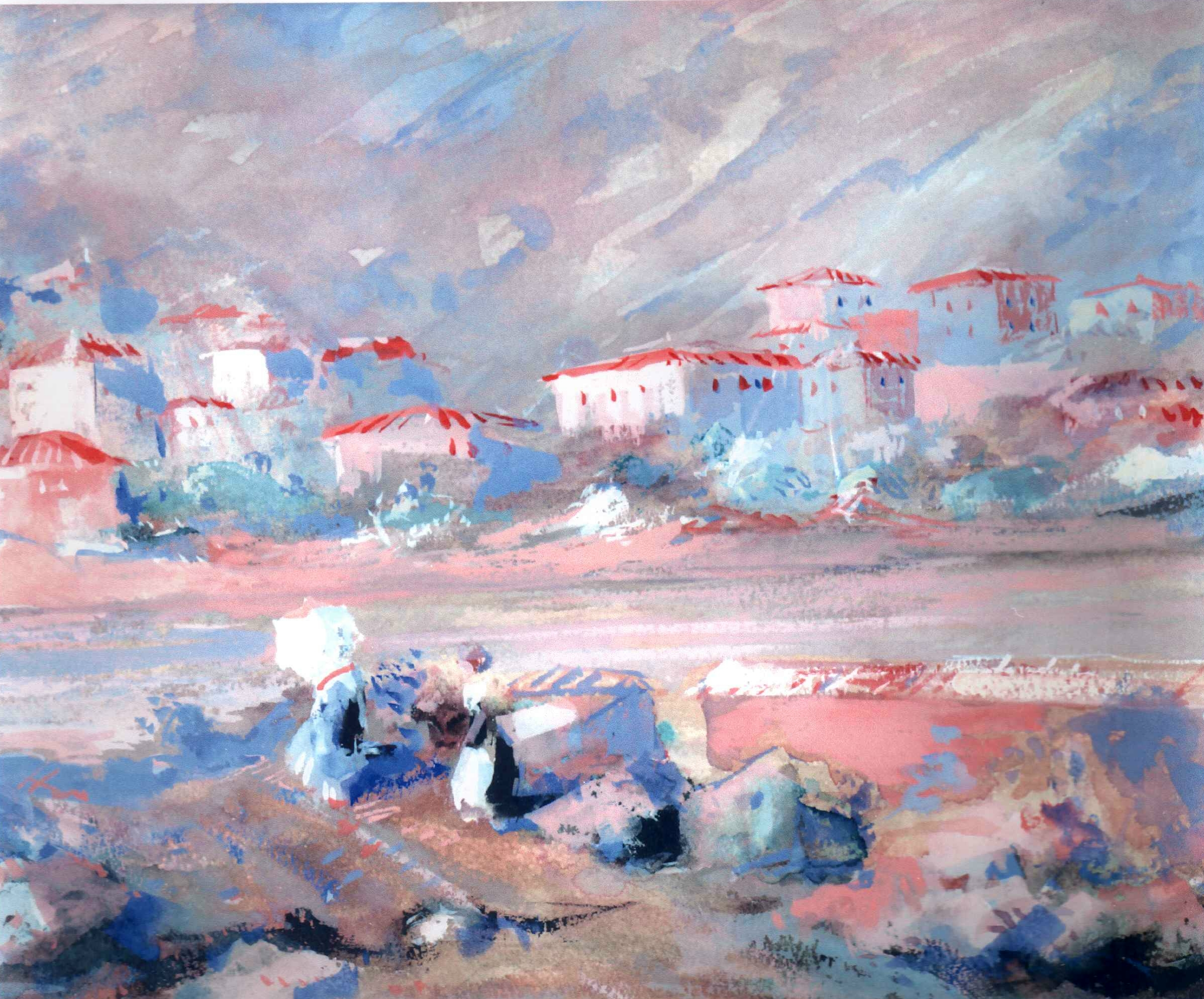
St. Tropez
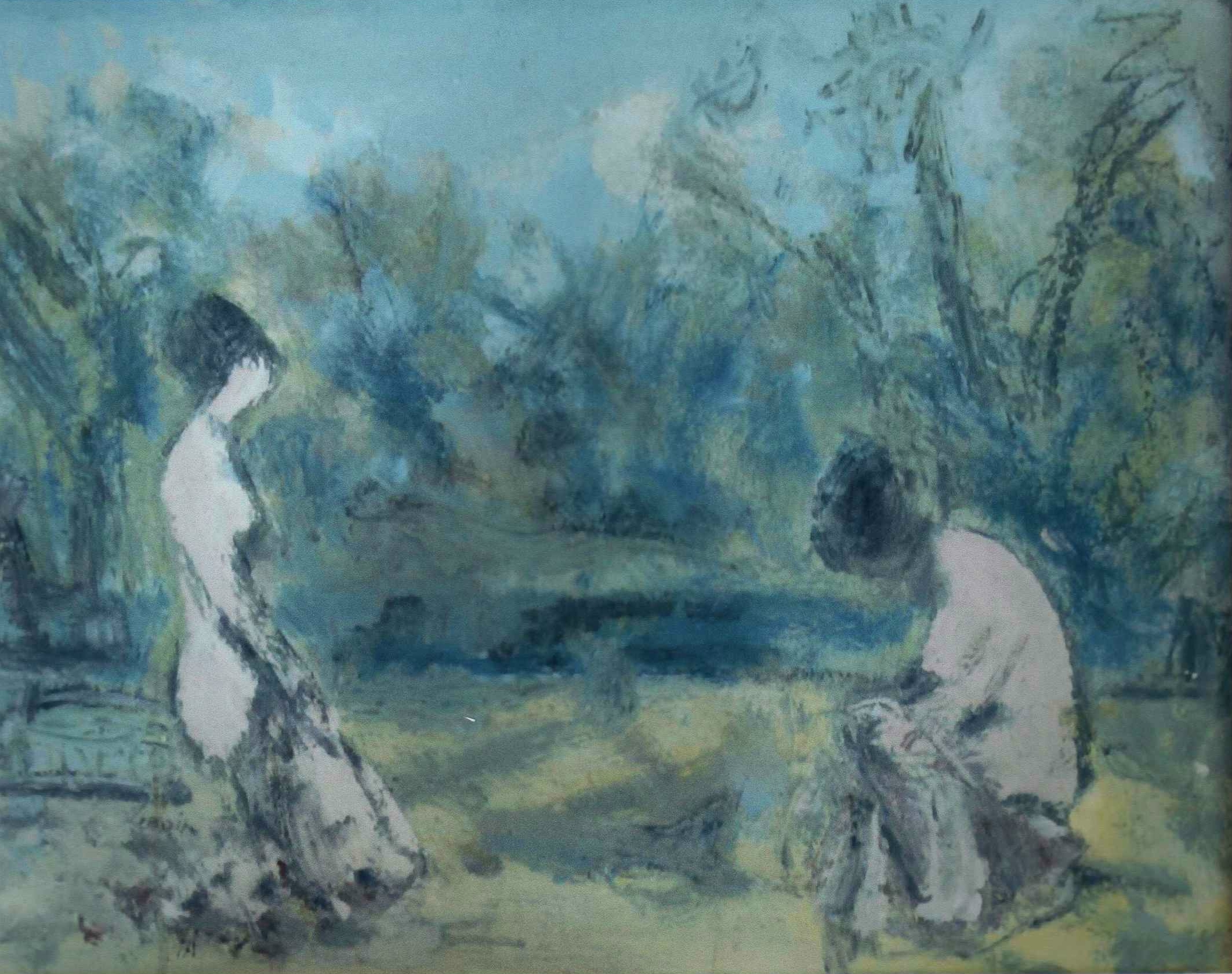
Badende

### Orient und Indien

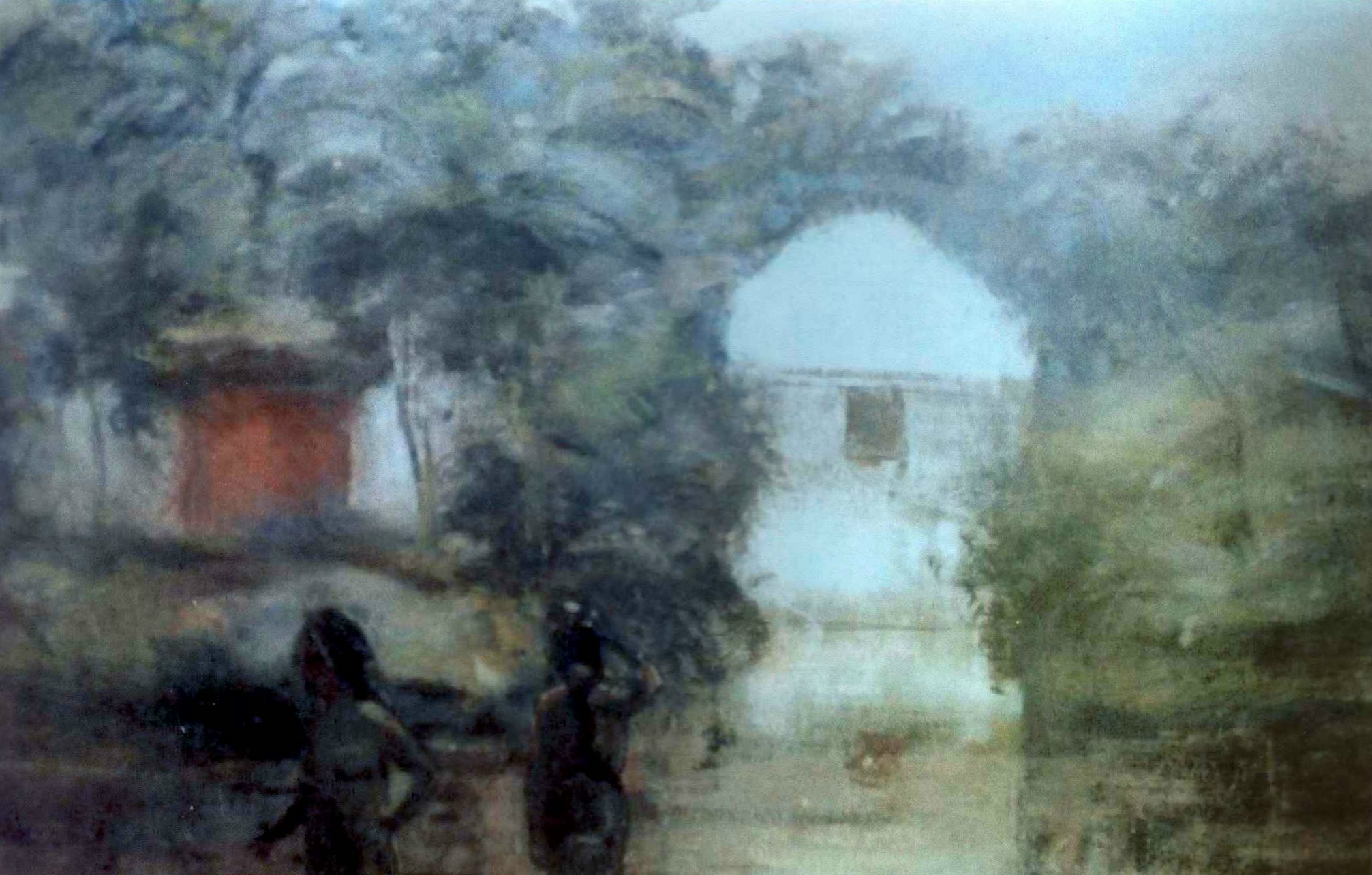
Atelier in Indien
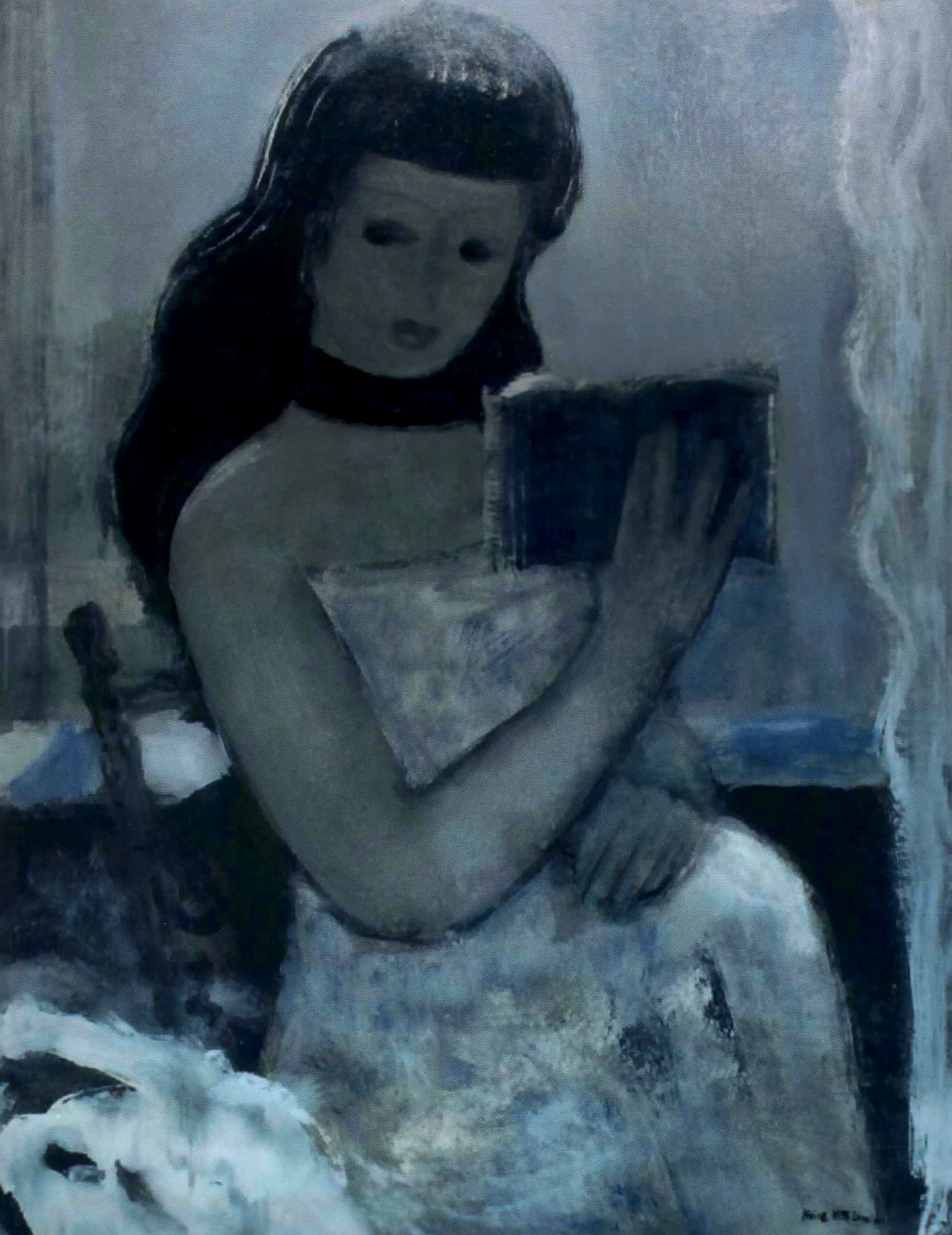
Die Lesende
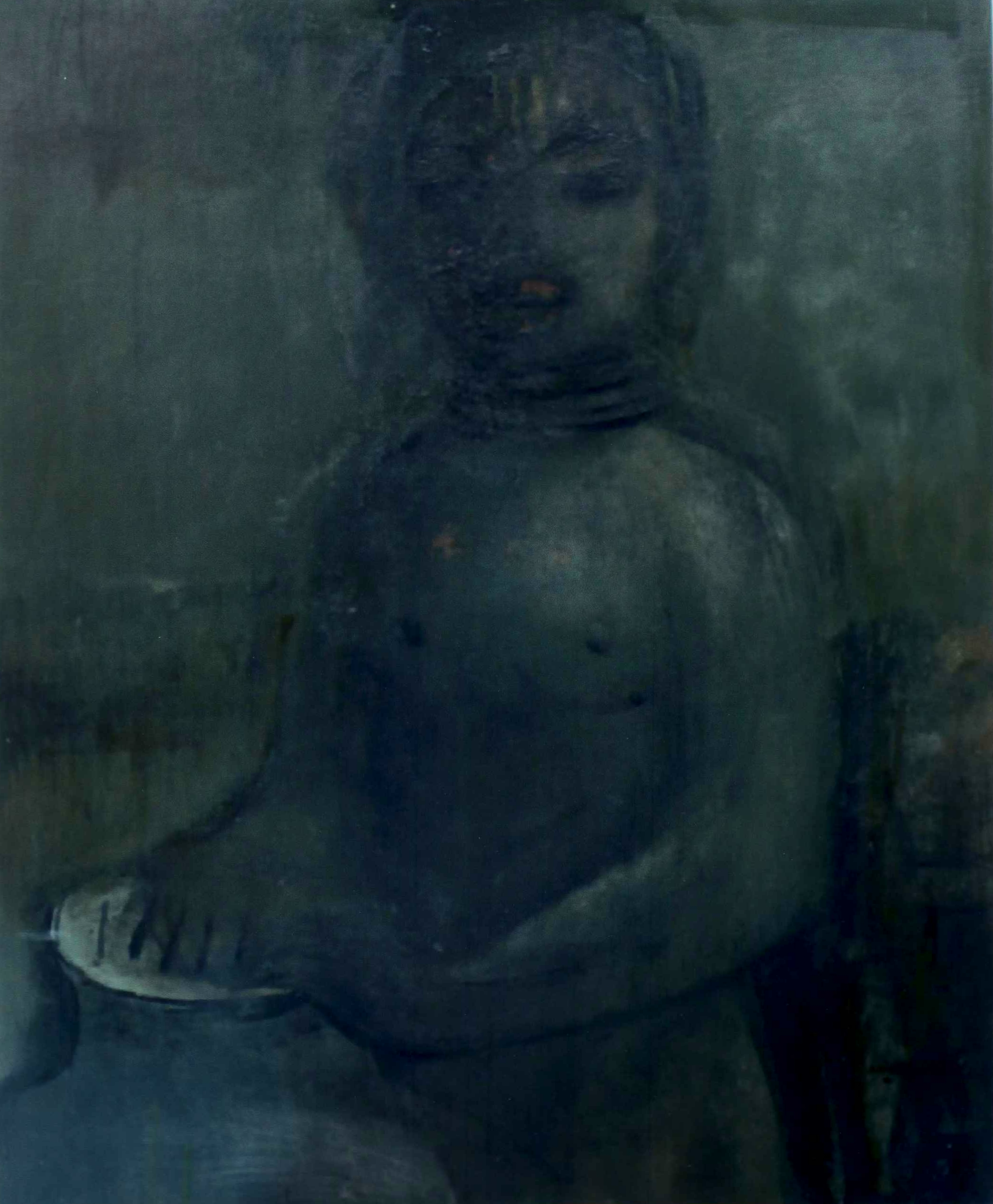
Die Wilde
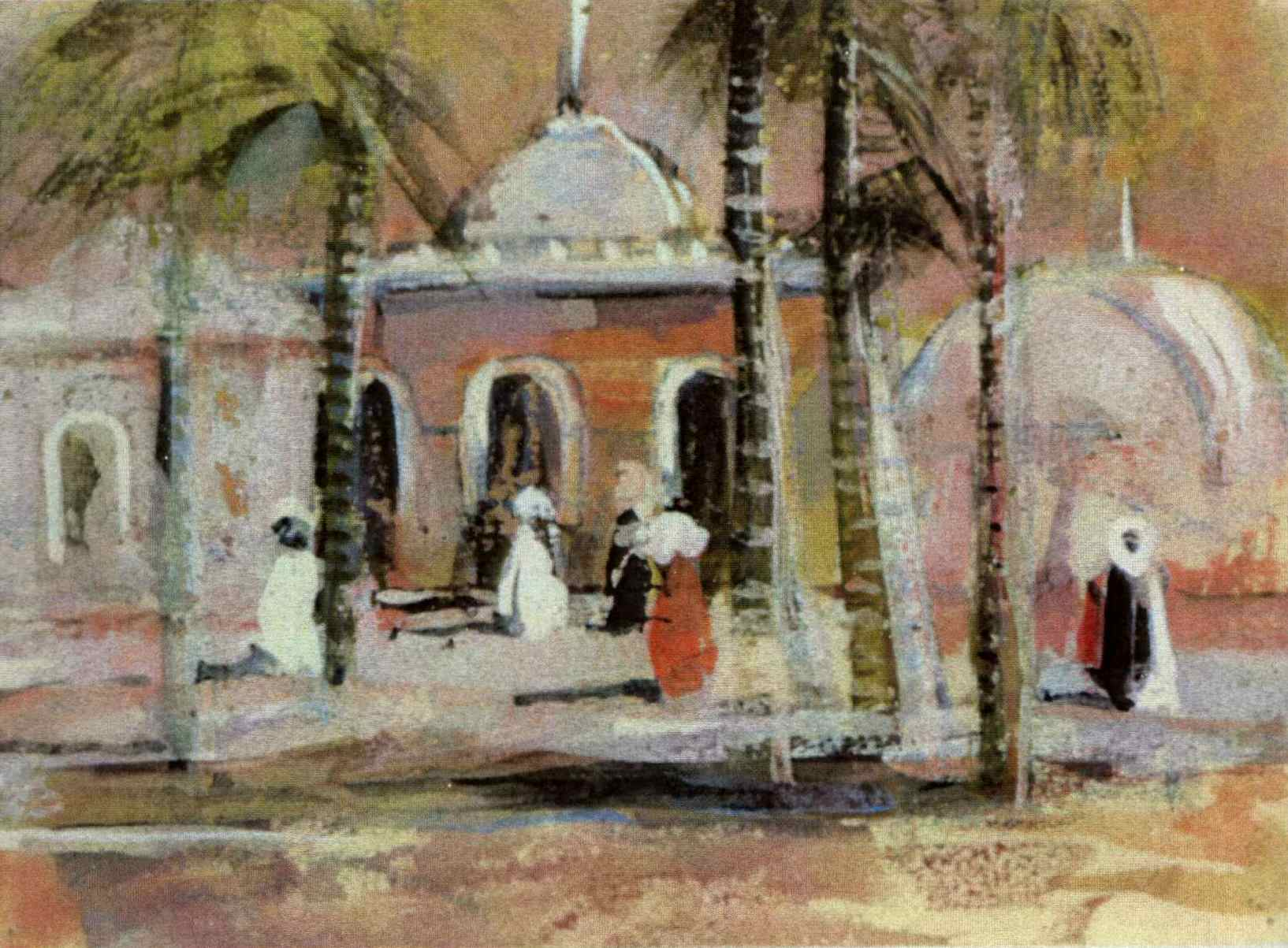
Moschee

### Biblische Themen

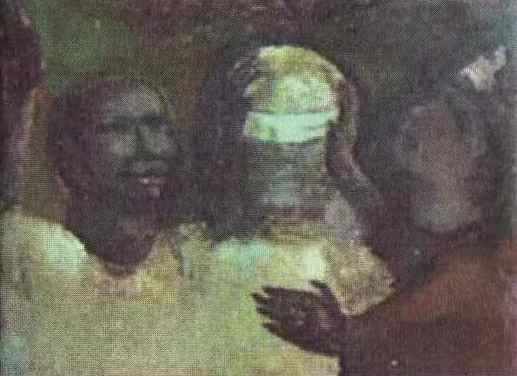
Geißelung Christi
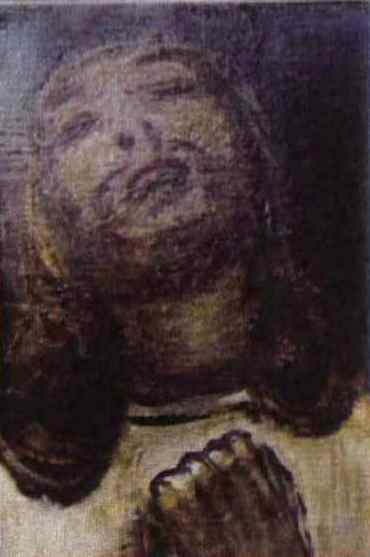
Christus II
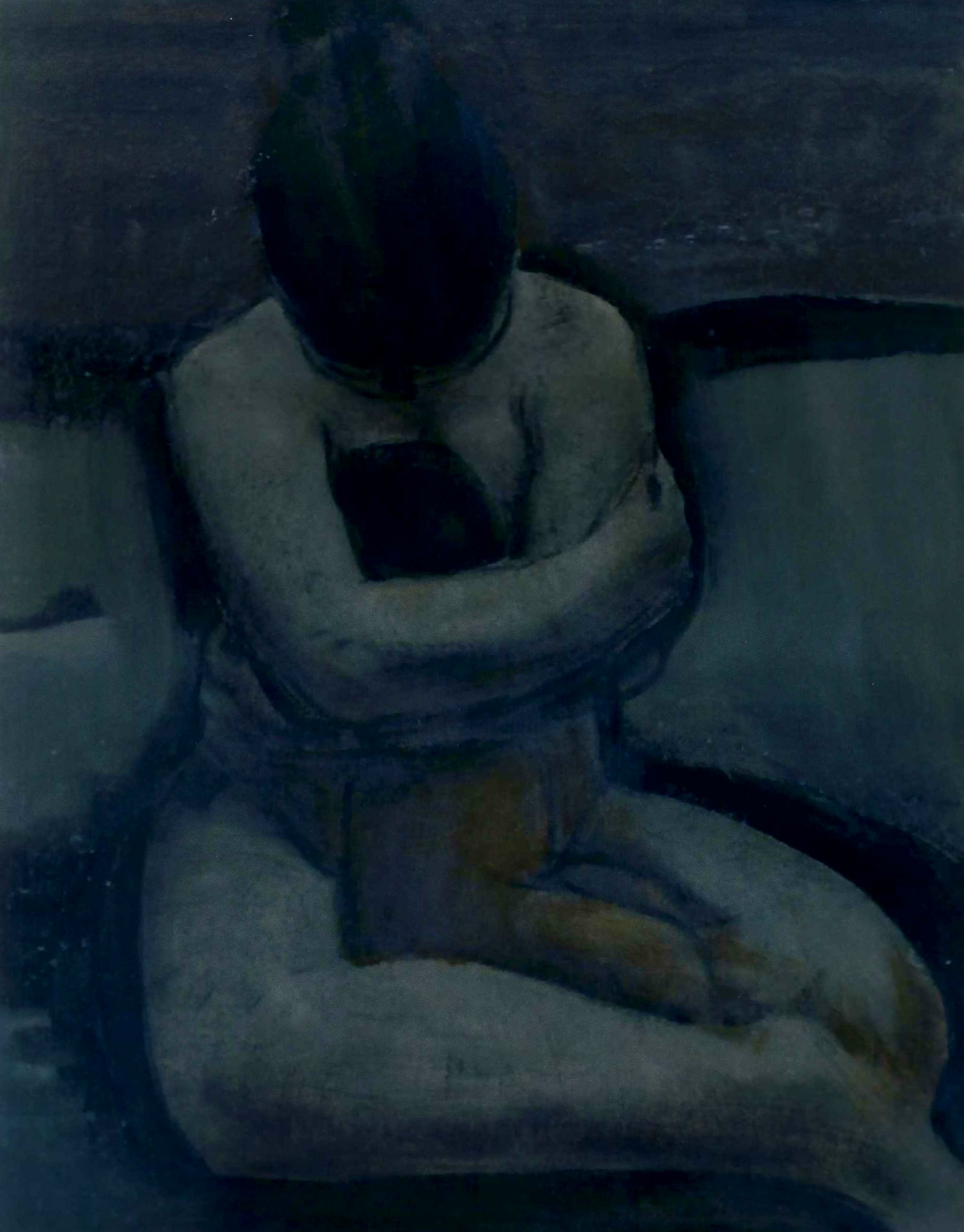
Hagar und Ismael
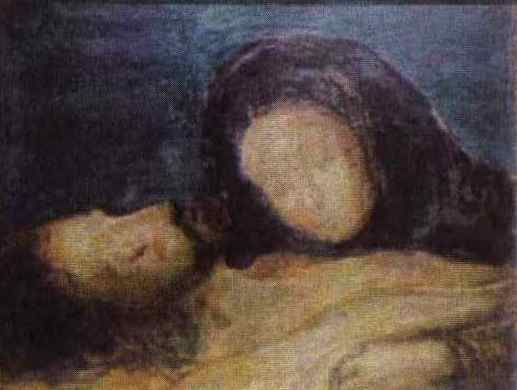
Pietà

### Akte

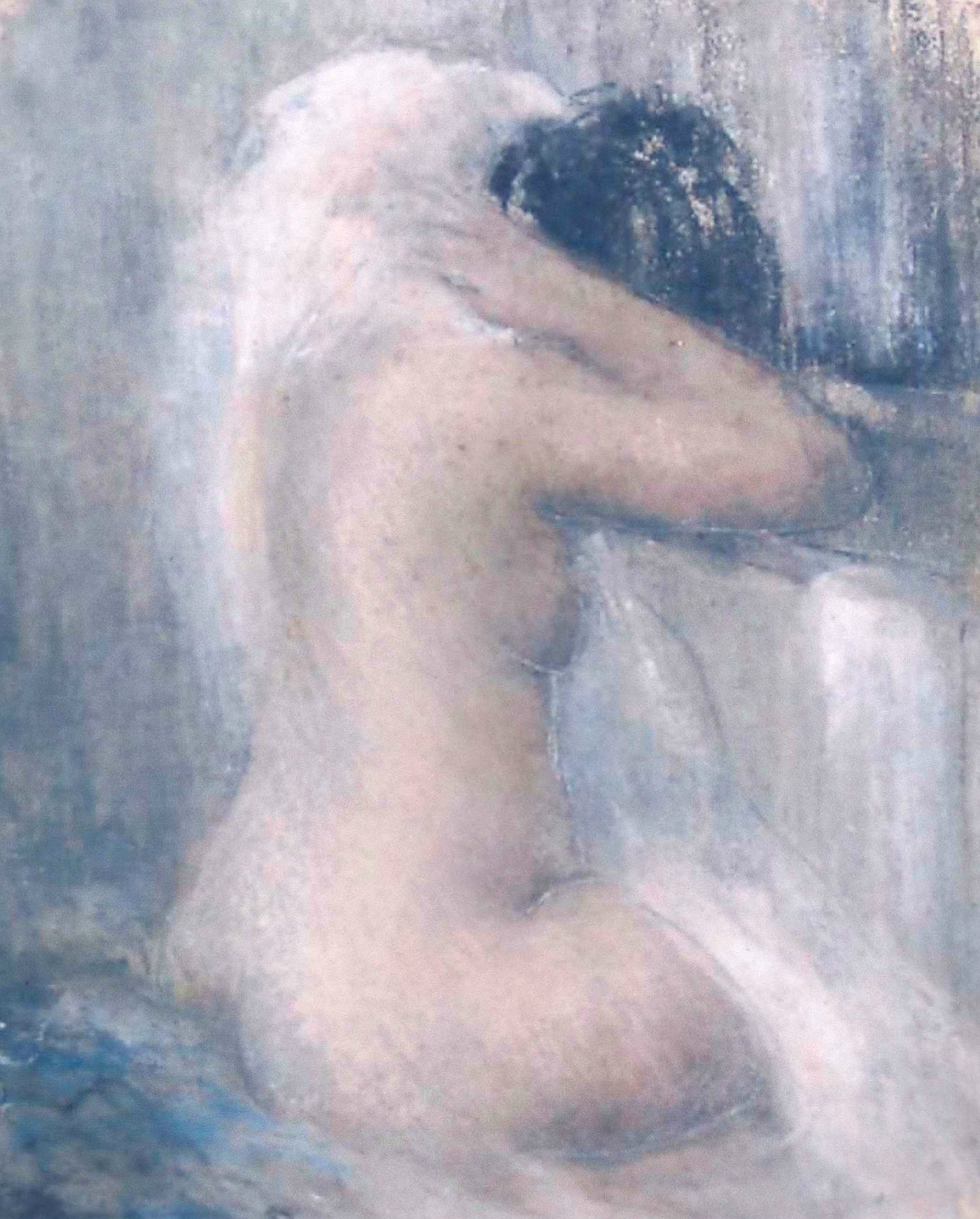
Sitzender Akt mit Handtuch
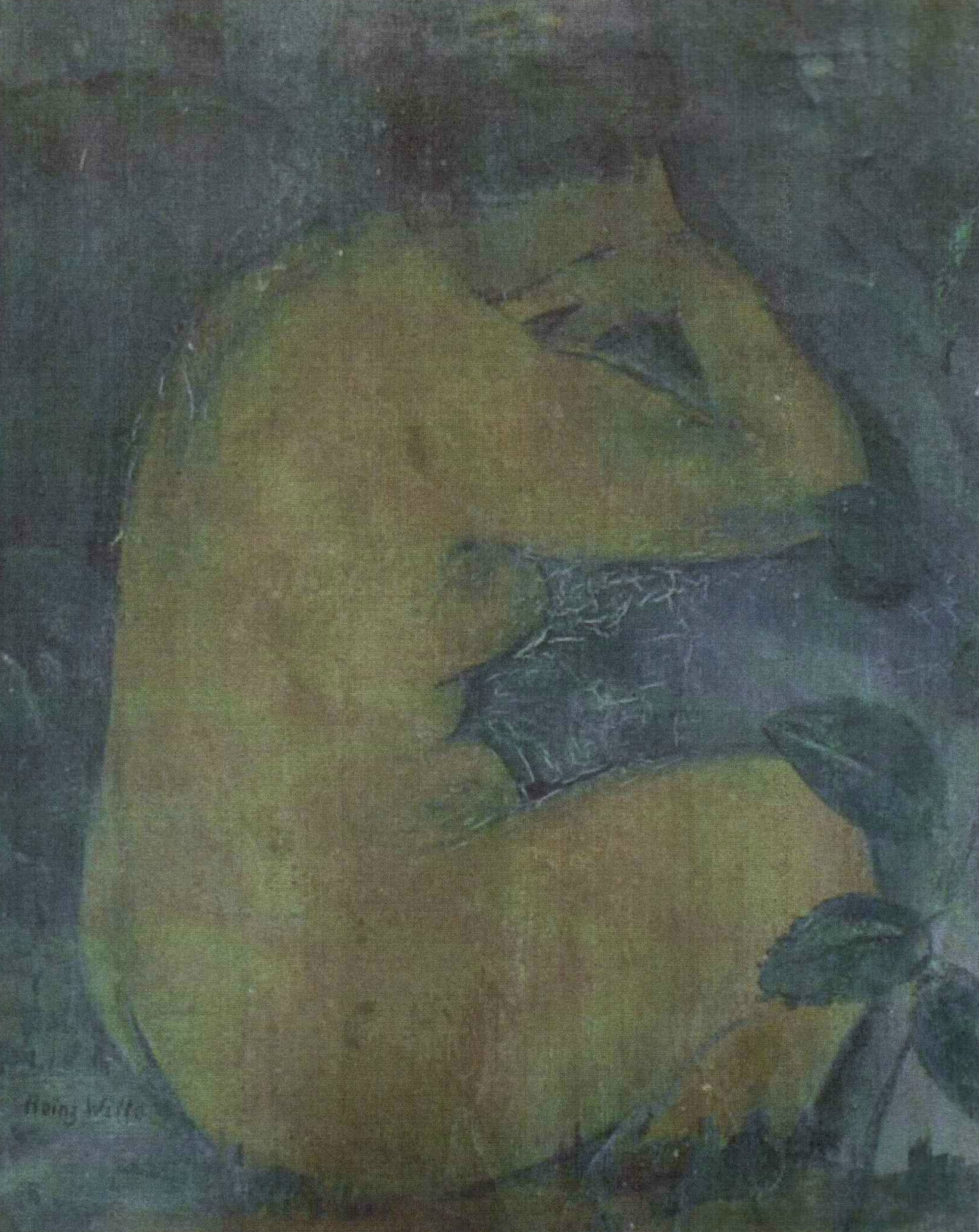
Sitzender Akt mit Pflanze
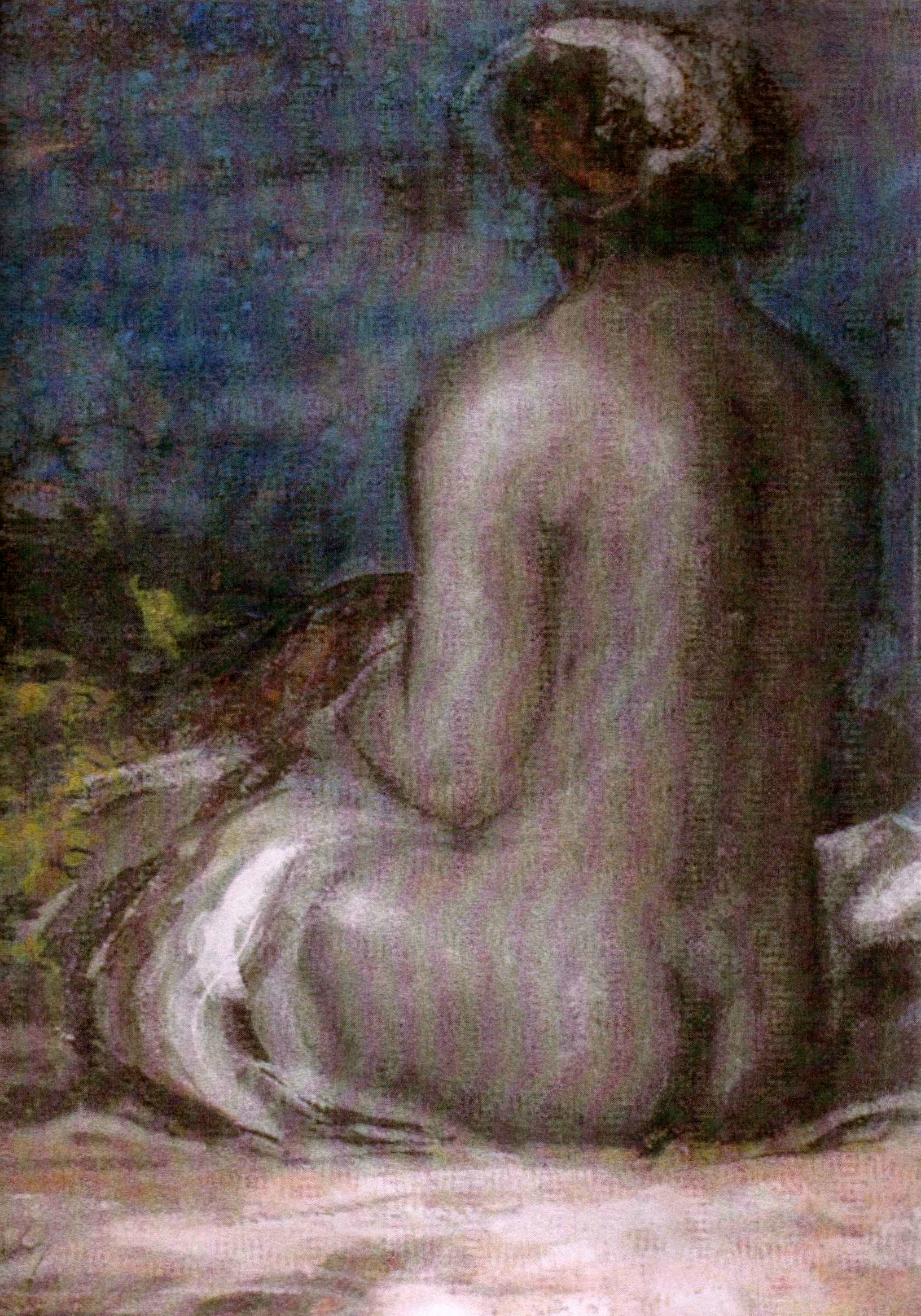
Sitzender Akt vor Landschaft
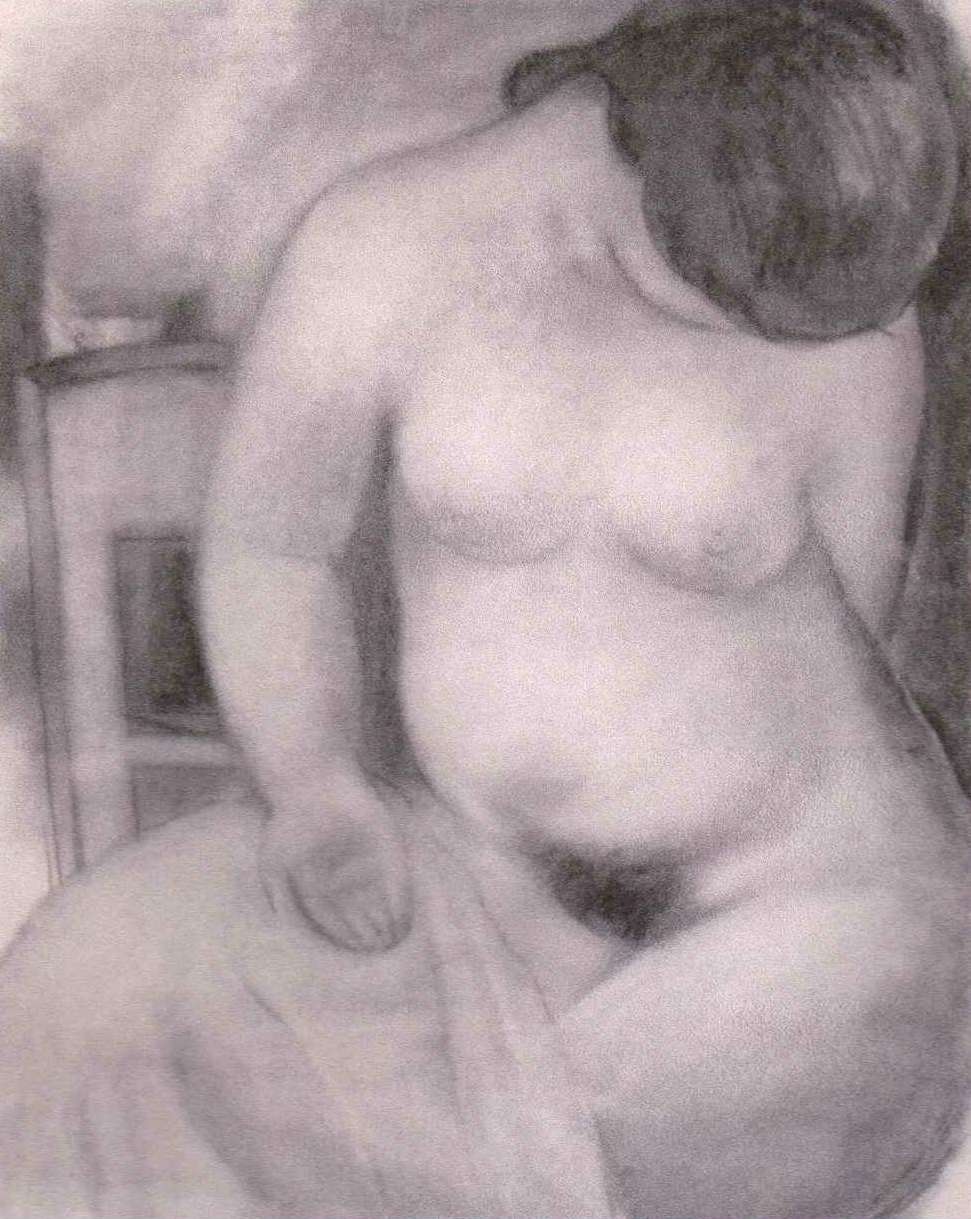
Kohlezeichnung Sitzender Akt